# Collegio elettorale di Voghera (Camera dei deputati)
Il collegio di Voghera fu un collegio elettorale uninominale della Repubblica Italiana per l'elezione della Camera dei deputati. Apparteneva alla circoscrizione Lombardia 3 e fu utilizzato per eleggere un deputato nella XII, XIII e XIV legislatura.
Venne istituito nel 1993 con la cosiddetta Legge Mattarella (Legge n. 277, Nuove norme per l'elezione della Camera dei deputati), attuata in seguito al referendum abrogativo del 1993. La legge istituì per la Camera dei deputati e per il Senato della Repubblica un sistema di elezione misto, in parte maggioritario e in parte proporzionale. Il 75% dei parlamentari dell'assemblea veniva eletto in collegi uninominali tramite sistema maggioritario a turno unico; il restante 25% alla Camera veniva eletto tramite sistema proporzionale con liste bloccate.
Il collegio venne abolito insieme a tutti gli altri che costituivano la Camera con la promulgazione della legge elettorale successiva, la cosiddetta Legge Calderoli. Questa prevedeva un sistema proporzionale con premio di maggioranza, che alla Camera veniva attribuito a livello nazionale.

## Territorio
Il collegio di Voghera era uno dei 74 collegi uninominali in cui era suddivisa la Lombardia e, come previsto dal D.Lgs. del 20 dicembre 1993 n. 536, era interamente compreso nella provincia di Pavia e comprendeva i seguenti comuni:Albaredo Arnaboldi, Arena Po, Badia Pavese, Bagnaria, Barbianello, Borgo Priolo, Borgoratto Mormorolo, Bosnasco, Brallo di Pregola, Broni, Calvignano, Campospinoso, Canevino, Canneto Pavese, Casanova Lonati, Castana, Casteggio, Cecima, Cigognola, Codevilla, Corvino San Quirico, Costa de' Nobili, Fortunago, Godiasco, Golferenzo, Lirio, Menconico, Montù Beccaria, Montalto Pavese, Montebello della Battaglia, Montecalvo Versiggia, Montescano, Montesegale, Monticelli Pavese, Mornico Losana, Oliva Gessi, Pietra de' Giorgi, Pieve Porto Morone, Ponte Nizza, Portalbera, Redavalle, Retorbido, Rivanazzano Terme, Robecco Pavese, Rocca de' Giorgi, Rocca Susella, Romagnese, Rovescala, Ruino, San Cipriano Po, San Damiano al Colle, San Zenone al Po, Santa Giuletta, Santa Margherita di Staffora, Santa Maria della Versa, Spessa, Stradella, Torrazza Coste, Torricella Verzate, Val di Nizza, Valverde, Varzi, Voghera, Volpara, Zavattarello, Zenevredo e Zerbo.

## Eletti
| Elezione | Elezione                | Deputato           | Partito                  |
| -------- | ----------------------- | ------------------ | ------------------------ |
|          | 1994                    | Luisella Cavallini | Polo delle Libertà (FI)  |
|          | 1996                    | Luigi Gastaldi     | Polo per le Libertà (FI) |
| 2001     | Casa delle Libertà (FI) | Luigi Gastaldi     |                          |

## Dati elettorali

### XII legislatura

#### Risultati proporzionale
| Coalizioni        | Coalizioni           | Liste                           | Liste                              | Voti   | %     |
| ----------------- | -------------------- | ------------------------------- | ---------------------------------- | ------ | ----- |
|                   | Polo delle Libertà   |                                 | Forza Italia                       | 26.341 | 27,76 |
|                   | Polo delle Libertà   | Lega Nord                       | 18.656                             | 19,66  |       |
| Totale Coalizione | Totale Coalizione    | 44.997                          | 47,42                              |        |       |
|                   | Progressisti         |                                 | Partito Democratico della Sinistra | 14.981 | 15,79 |
|                   | Progressisti         | Rifondazione Comunista          | 6.368                              | 6,71   |       |
|                   | Progressisti         | Partito Socialista Italiano     | 1.580                              | 1,67   |       |
|                   | Progressisti         | Alleanza Democratica            | 1.161                              | 1,22   |       |
|                   | Progressisti         | La Rete - Movimento Democratico | 913                                | 0,96   |       |
| Totale coalizione | Totale coalizione    | 25.003                          | 26,35                              |        |       |
|                   | Patto per l'Italia   |                                 | Partito Popolare Italiano          | 10.800 | 11,38 |
|                   | Alleanza Nazionale   | Alleanza Nazionale              | Alleanza Nazionale                 | 7.425  | 7,83  |
|                   | Lista Pannella       | Lista Pannella                  | Lista Pannella                     | 4.708  | 4,96  |
|                   | Lega Alpina Lumbarda | Lega Alpina Lumbarda            | Lega Alpina Lumbarda               | 1.955  | 2,06  |
| Totale            | Totale               | Totale                          | Totale                             | 94.888 |       |

#### Risultati uninominale
|                               | Luisella Cavallini ✔️ Eletto | Polo delle Libertà (FI - LN - CCD - UDC) | 48 813 | 52,14 |  |  |  |  |  |
|                               | Pietro Modini                | Progressisti                             | 23 393 | 24,99 |  |  |  |  |  |
|                               | Mariano Lombardi             | Patto per l'Italia                       | 12 430 | 13,28 |  |  |  |  |  |
|                               | Mario Gazzaniga              | Alleanza Nazionale                       | 8 988  | 9,60  |  |  |  |  |  |
| Totale                        | Totale                       | Totale                                   | 93 624 | 100   |  |  |  |  |  |
|                               |                              |                                          |        |       |  |  |  |  |  |
| Fonte: Ministero dell'interno |                              |                                          |        |       |  |  |  |  |  |

### XIII legislatura

#### Risultati proporzionale
| Coalizioni        | Coalizioni          | Liste                                     | Liste                              | Voti   | %     |
| ----------------- | ------------------- | ----------------------------------------- | ---------------------------------- | ------ | ----- |
|                   | Polo per le Libertà |                                           | Forza Italia                       | 21.985 | 23,91 |
|                   | Polo per le Libertà | Alleanza Nazionale                        | 11.751                             | 12,78  |       |
|                   | Polo per le Libertà | CCD-CDU                                   | 4.660                              | 5,07   |       |
| Totale coalizione | Totale coalizione   | 38.396                                    | 41,76                              |        |       |
|                   | L'Ulivo             |                                           | Partito Democratico della Sinistra | 14.786 | 16,08 |
|                   | L'Ulivo             | Rinnovamento Italiano                     | 4.751                              | 5,17   |       |
|                   | L'Ulivo             | Popolari per Prodi (PPI-SVP-PRI-UD-Prodi) | 4.654                              | 5,06   |       |
|                   | L'Ulivo             | Federazione dei Verdi                     | 1.963                              | 2,13   |       |
| Totale coalizione | Totale coalizione   | 26.154                                    | 28,44                              |        |       |
|                   | Lega Nord           | Lega Nord                                 | Lega Nord                          | 19.665 | 21,38 |
|                   | Progressisti        |                                           | Rifondazione Comunista             | 7.744  | 8,42  |
| Totale            | Totale              | Totale                                    | Totale                             | 91.959 |       |

#### Risultati uninominale
|                               | Luigi Gastaldi ✔️ Eletto | Polo per le Libertà | 36 003 | 39,28 |  |  |  |  |  |
|                               | Riccardo Fiamberti       | L'Ulivo             | 34 543 | 37,68 |  |  |  |  |  |
|                               | Cesare Ercole            | Lega Nord           | 21 121 | 23,04 |  |  |  |  |  |
| Totale                        | Totale                   | Totale              | 91 667 | 100   |  |  |  |  |  |
|                               |                          |                     |        |       |  |  |  |  |  |
| Fonte: Ministero dell'interno |                          |                     |        |       |  |  |  |  |  |

### XIV legislatura

#### Risultati proporzionale
| Coalizioni        | Coalizioni              | Liste                                 | Liste                   | Voti   | %     |
| ----------------- | ----------------------- | ------------------------------------- | ----------------------- | ------ | ----- |
|                   | Casa delle Libertà      |                                       | Forza Italia            | 30.911 | 36,33 |
|                   | Casa delle Libertà      | Alleanza Nazionale                    | 7.829                   | 9,20   |       |
|                   | Casa delle Libertà      | Lega Nord                             | 6.787                   | 7,89   |       |
|                   | Casa delle Libertà      | CCD-CDU                               | 1.456                   | 1,71   |       |
|                   | Casa delle Libertà      | Nuovo PSI                             | 682                     | 0,80   |       |
| Totale coalizione | Totale coalizione       | 47.665                                | 55,93                   |        |       |
|                   | L'Ulivo                 |                                       | Democratici di Sinistra | 13.971 | 16,42 |
|                   | L'Ulivo                 | La Margherita (Dem - PPI - RI- UDEUR) | 8.519                   | 10,01  |       |
|                   | L'Ulivo                 | Comunisti Italiani                    | 1.316                   | 1,55   |       |
|                   | L'Ulivo                 | Il Girasole (FdV - SDI)               | 1.242                   | 1,46   |       |
| Totale coalizione | Totale coalizione       | 25.048                                | 29,44                   |        |       |
|                   | Rifondazione Comunista  | Rifondazione Comunista                | Rifondazione Comunista  | 4.818  | 5,66  |
|                   | Lista Di Pietro         | Lista Di Pietro                       | Lista Di Pietro         | 3.543  | 4,16  |
|                   | Lista Pannella - Bonino | Lista Pannella - Bonino               | Lista Pannella - Bonino | 2.360  | 2,77  |
|                   | Democrazia Europea      | Democrazia Europea                    | Democrazia Europea      | 2.082  | 2,45  |
|                   | Paese Nuovo             | Paese Nuovo                           | Paese Nuovo             | 181    | 0,21  |
|                   | Abolizione scorporo     | Abolizione scorporo                   | Abolizione scorporo     | 68     | 0,08  |
| Totale            | Totale                  | Totale                                | Totale                  | 85.083 |       |

#### Risultati uninominale
|                               | Luigi Gastaldi ✔️ Eletto | Casa delle Libertà | 43 212 | 50,72 |  |  |  |  |  |
|                               | Paolo Affronti           | L'Ulivo            | 32 655 | 38,33 |  |  |  |  |  |
|                               | Claudio Tambussi         | Lista Di Pietro    | 3 700  | 4,34  |  |  |  |  |  |
|                               | Alessandro Zucchi        | Lista Emma Bonino  | 3 521  | 4,13  |  |  |  |  |  |
|                               | Giovanni Libardi         | Democrazia Europea | 2 106  | 2,47  |  |  |  |  |  |
| Totale                        | Totale                   | Totale             | 85 194 | 100   |  |  |  |  |  |
|                               |                          |                    |        |       |  |  |  |  |  |
| Fonte: Ministero dell'interno |                          |                    |        |       |  |  |  |  |  |